# Cephalostachyum langbianense
Cephalostachyum langbianense là một loài thực vật có hoa trong họ Hòa thảo. Loài này được A.Chev. & A.Camus mô tả khoa học đầu tiên năm 1921.